# Rino Romano
Pour les articles homonymes, voir Romano.
Rino Romano (né le 1er juillet 1969 à Toronto) est un acteur canadien principalement connu pour ses doublages de dessins animés et jeux vidéo en anglais. Il a notamment assuré la voix de Spider-Man et de Batman.

## Dessin animé
- 1993-94 : Crypte Show - Eddie
- 1994-97 : Le Monde irrésistible de Richard Scarry - Billy Dog
- 1995 : Ultraforce - Prototype
- 1995 : Les Crocs malins - Yves
- 1995 : Sailor Moon - Mamoru Chiba
- 1996 : Gargoyles, les anges de la nuit - Chef de gang
- 1996 : Mortal Kombat : Les Gardiens du royaume - Rain
- 1997 : Extrême Ghostbusters (Extreme Ghostbusters) - Eduardo Rivera
- 1997-98 : Men in Black - Troy le Symbiote, Kevin Brown
- 1998 : Les Sorcières d'Halloween, téléfilm - Benny
- 1998 : Godzilla : La Série (Godzilla: The Series) - Randy Hernandez
- 1999 : Nascar Racers - Carlos "Stunts" Rey
- 1999 : Starship Troopers - Johnnie Rico
- 1999 : Batman, la relève : le Film (Batman Beyond: The Movie), téléfilm - le kidnappeur
- 1999 : Les Nouvelles Aventures de Spider-Man - Spider-Man, Hector Jones/Le Bouffon Vert
- 2000 : Les Castors allumés - Wayne
- 2002 : Totally Spies! - Robby
- 2002 : Quoi d'neuf Scooby-Doo ? - Capitaine Treesdale, Keith Dale
- 2002 : Ozzy et Drix - Jude
- 2003 : Ginger - Annonceur radio, Étudiant #2
- 2003 : Samouraï Jack - Voleur, Robot
- 2003 : Spider-Man : Les Nouvelles Aventures - Muang, Drip-Den Guy, Adolescent #2, L'ami de Doug Reisman, L'ami de Doug
- 2003 : Teen Titans : Les Jeunes Titans - Kai
- 2004 : Jackie Chan Adventures - Charlie
- 2004-08 : The Batman - Batman
- 2005 : Billy et Mandy, aventuriers de l'au-delà - Javier, Guillermo
- 2005 : Batman contre Dracula, vidéofilm - Batman
- 2005 : Stuart Little 3 : En route pour l'aventure (Stuart Little 3: Call of the Wild), vidéofilm - Monty
- 2006 : Curious George, saison 2 - le narrateur
- 2008 : Spaceballs: The Animated Series - Lone Starr
- 2008 : Dragonlance: Dragons of Autumn Twilight, vidéofilm - Caramon Majere
- 2013 : Phinéas et Ferb - Voix supplémentaires
- 2016 : Bienvenue chez les Ronks ! - Walter (épisode pilote)

## Jeu vidéo
- 1998 : Star Wars: Jedi Knight - Mysteries of the Sith - Kyle Katarn
- 1999 : Revenant - Cameron / Jason
- 2000 : Spider-Man - Spider-Man
- 2000 : Star Trek Voyager: Elite Force - l'enseigne Alexander Munro
- 2001 : Arcanum : Engrenages et sortilèges (Arcanum: Of Steamworks and Magick Obscura) - Virgil
- 2001 : X-Men: Mutant Academy 2 - Spider-Man
- 2001 : Spider-Man 2 : La Revanche d'Electro - Spider-Man
- 2002 : Le Roi Scorpion : L'Ascension de l'Akkadien - Rama
- 2002 : Eternal Darkness: Sanity's Requiem - Karim
- 2002 : Bruce Lee: Quest of the Dragon
- 2003 : Star Trek: Elite Force II - le lieutenant Alexander Munro
- 2003 : Star Wars: Knights of the Old Republic - Revan
- 2003 : X-Men 2 : La Vengeance de Wolverine - Spider-Man (non crédité)
- 2004 : Syphon Filter: The Omega Strain - Jean Fournier
- 2005 : Resident Evil 4 - Luis Sera
- 2006 : Tomb Raider Legend - James W. Rutland Jr.
- 2006 : Just Cause - Josë Caramicas
- 2013 : Skylanders: Swap Force - Scorp
- 2014 : Skylanders: Trap Team - Scorp
- 2015 : Skylanders: SuperChargers - Scorp
- 2016 : Skylanders: Imaginators - King Pen, Scorp